# Penelope Mortimer
Penelope Ruth Mortimer, geborene Fletcher (* 19. September 1918 in Rhyl, Wales; † 19. Oktober 1999 in Kensington, London, England), war eine britische Schriftstellerin, Drehbuchautorin, Filmkritikerin und Journalistin.

## Leben
Penelope Ruth Fletcher wurde am 19. September 1918 als Tochter eines anglikanischen Klerikers in Rhyl/Flintshire im Gebiet Wales geboren. Ihr Vater missbrauchte sie während ihrer Kindheit. Sie wechselte oft die Schule. Später studierte sie ein Jahr lang am University College London. 1937 heiratete sie im Alter von 18 Jahren den Journalisten Charles Dimont, mit dem sie später zwei gemeinsame Töchter, darunter die spätere Schauspielerin Caroline Mortimer, bekam. Die Ehe hielt offiziell bis 1949. Während dieser Zeit hatte sie Affären mit Kenneth Harrison und dem Dichter Randall Swingler, woraus ebenfalls zwei weitere Töchter entstanden. Während der letzten Schwangerschaft lernte sie den Anwalt und Schriftsteller John Mortimer kennen, den sie 1949 ehelichte und mit dem sie zwei weitere Kinder bekam, einen Sohn und eine Tochter. Auch die Ehe mit Mortimer war schwierig. Beide hatten außereheliche Affären, sodass sie sich 1971 wieder scheiden ließen.
Unter dem Namen Penelope Dimont debütierte Mortimer 1947 mit dem Roman Johanna als Schriftstellerin. Ihr zweiter Roman A Villa in Summer, welcher 1954 veröffentlicht wurde, erschien schließlich unter dem Namen Penelope Mortimer. Diese, sowie alle folgenden Romane wurden sowohl vom Publikum, als auch von den Kritikern wohlwollend aufgenommen. Die Geschichten, die sie schrieb, handelten meistens von schwierigen menschlichen Situationen, zerbrochenen Ehen, Neurosen und Albträumen. Mit ihren Themen gab sie der feministischen Szenerie der 60er Jahre „Futter“. Ihre schwierigen Beziehungserfahrungen mit ihren Männern verarbeitete sie später in Romanen wie Daddy's Gone A-Hunting und The Pumpkin Eater. Letzterer erschien 1965 unter dem Titel Kann man Jake lieben? in deutscher Sprache und wurde von Harold Pinter bereits 1964 unter dem Titel Schlafzimmerstreit verfilmt. Themen ihrer ganz persönlichen Entwicklung waren Gegenstand in den beiden Romanen About Time von 1979 und About Time Too, der 1993 erschien.
Parallel zu ihrer Schriftstellerei war Mortimer als Journalistin tätig. So schrieb sie unter anderem für The New Yorker und war unter dem Pseudonym Ann Temple beim Daily Mail als Ratgeberin tätig. Später ersetzte sie Penelope Gilliatt als Filmkritikern beim Observer. Außerdem schrieb sie für die britische Sunday Times und veröffentlichte 1986 mit Queen Elizabeth the Queen Mother eine Biografie über Elizabeth Bowes-Lyon.
Am 19. Oktober 1999 verstarb Mortimer in London im Alter von 81 Jahren an den Folgen ihrer Krebserkrankung.

## Werke
Drehbücher
- 1965: Bunny Lake ist verschwunden (Bunny Lake is missing)
- 1988: Ein schicksalhafter Sommer (A Summer Story)
- 1991: Porträt einer Ehe (Portrait of a marriage) als BBC-Fernsehproduktion nach dem gleichnamigen Buch von Nigel Nicolson

Romane
- Johanna (1947)
- A Villa in Summer (1954)
- The Bright Prison (1956)
- Daddy's Gone A-Hunting (1958)
  - Bevor der letzte Zug fährt. Aus dem Englischen von Kristine Kress. Dörlemann Verlag, Zürich 2023, ISBN 978-3-03820-120-5
- The Pumpkin Eater (1962)
  - Kann man Jake lieben?, München 1965
- My Friend Says It's Bulletproof (1968)
  - So wie du bist, Deutsche Verlags-Anstalt 1969
- The Home (1971)
- Long Distance (1974)
- The Handyman (1983)

Kurzgeschichtensammlungen
- Saturday Lunch with the Brownings (1977)
- Humphrey's Mother

Autobiografien
- About Time: An Aspect of Autobiography (1979)
- About Time Too: 1940–78 (1993)

Biografie
- Queen Elizabeth the Queen Mother (1986)

Reisebericht
- With Love and Lizards (1957)